# Maskeramadine
De maskeramadine (Poephila personata) is een zangvogeltje behorend tot de familie van de Poephila. De herkomst van dit vogeltje is het tropische gedeelte van Australië.

## Kenmerken
De totale lengte van de maskeramadine is van kop tot staart ongeveer  12,5 - 13,5 centimeter. De vogel is kaneelbruin met een rode gloed, van boven donkerder en bleker op buik en borst. Hij heeft een lange, puntige, zwarte staart. Het zwarte masker loopt om de snavelbasis heen, de snavel zelf is geel. Op de flanken heeft hij een zwarte band die niet helemaal doorloopt. Het achterste gedeelte van de buik is wit.
De ondersoort P. p. leucotis (witoormaskeramadine) heeft witte "wangen" en ook het bovenste deel van de borst is wit in plaats van bleek kaneelkleurig zoals bij P. p. personanta.
Het mannetje van het maskeramadine is moeilijk te onderscheiden van het vrouwtje, vaak heeft het vrouwtje een wat kleiner masker, maar alleen de man “zingt”, alhoewel dat blijft bij een min of meer kwetterend geluid.

## Verspreiding en leefgebied
Het verspreidingsgebied is ongeveer hetzelfde als dat van de spitsstaartamadine: een brede zone langs de noordkust van Australië. De witorige vorm heeft een iets meer oostelijker verspreiding in Queensland. Het is een vogel van licht beboste (of beplante) grasvlakten in de buurt van water, bij voorkeur met wat hoge bomen in de buurt.

## Status
De maskeramadine heeft een groot verspreidingsgebied en daardoor alleen al is de kans op de status  kwetsbaar (voor uitsterven) gering. De grootte van de populatie is niet gekwantificeerd. De vogel is echter redelijk algemeen. Om deze redenen staat deze grasvink als niet bedreigd op de Rode Lijst van de IUCN.

## De maskeramadine als kooivogel

### Geschiktheid
Het is een levendige, beweeglijke vogel, die in een ruime volière gehouden moet worden. Ze kunnen wat schuw zijn, zorg dus voor voldoende beschutting in de vorm van bosjes en struiken. Het is zonder meer aan te raden te beginnen met een groepje jonge vogels, zodat ze zelf een partner kunnen kiezen.

### Verzorging
Het zijn warmteminnende vogels die ’s winters in een zeer goed geïsoleerde en beplante buitenvolière gehouden kunnen worden, mits ze over een verwarmd nachthok met slaapnestje kunnen beschikken. De temperatuur mag nooit onder de 10°C komen.
Het menu bestaat uit een zaadmengsel voor kleine tropische vogels, gekiemde en halfrijpe zaden. Ei- en levend voer kan altijd, maar is beslist noodzakelijk tijdens de kweek.
Vanzelfsprekend is scherpe maagkiezel en grit nodig voor de vertering van de zaden. Vers drinkwater moet altijd voorhanden zijn.

### Kweek
Zorg voor goed nestmateriaal zoals grashalmen, sisaltouw en veertjes. Ze bouwen dan zelf een nestje, in een dichte, beschutting biedende bosschage. Ze leggen vier tot vijf eitjes, die afwisselend door het mannetje en het vrouwtje worden bebroed. Na circa twaalf dagen komen ze uit. De jongen blijven nog minimaal drie weken in het nest en worden daarna ook nog ongeveer twee weken door beide ouders verzorgd.

Ze kunnen meerdere legsels per jaar produceren, hierbij dient opgemerkt te worden dat voor ieder legsel een nieuw nestje wordt gemaakt.